# Domande di Esdra
Domande di Esdra è un apocrifo dell'Antico Testamento di epoca tarda, scritto in armeno e di origine cristiana.
Contiene 6 domande rivolte da Esdra all'"angelo di Dio".